# Међународни дан универзитетског спорта
Међународни дан универзитетског спорта је празник Организације УН за образовање, науку и културу (УНЕСКО) који се обележава сваке године 20. септембра.
Предложен од стране Међународне универзитетске спортске федерације (ФИСУ) Унеску, званично га је прогласила Генерална конференција Унеска 2015. године. Први пут је одржана у септембру 2016. године.
Датум је изабран јер се не поклапа само са почетком универзитетског академског календара, већ и са покретањем првог светског студентског првенства 1924. године.
Дан има за циљ да истакне значај спорта на универзитетима, као и друштвену улогу универзитета у консолидовању спортског образовања у служби друштва. Међународни дан универзитетског спорта ставља спорт у срце дијалога између наставника и студената, промовишући вриједности спорта.